# 史坦貝利號驅逐艦 (DD-180)
史坦貝利號驅逐艦（舷號DD-180）是一艘美國海軍建造的驅逐艦，為維克斯級驅逐艦的106號艦。她是美軍第一艘以史坦貝利為名的軍艦，以紀念美國內戰時期的海軍軍官約翰·史坦貝利（John Stansbury）。
史坦貝利號在1918年於聯合鋼鐵廠開始建造，在1919年下水，於1920年服役，其時第一次世界大戰已經結束。稍後史坦貝利號被派往太平洋執勤，在1922年退役封存。第二次世界大戰爆發後，史坦貝利號於1940年重新服役，並改為掃雷艦，調到大西洋。稍後史坦貝利號接連參與火炬行動、新畿內亞戰役、塞班島戰役及關島戰役。戰事末期史坦貝利號改為訓練艦，並在1945年退役。1946年史坦貝利號除籍並出售拆解。
史坦貝利號在第二次世界大戰共獲三枚戰鬥之星。